# Romuald Klim
Romuald Iossifovitch Klim (en russe : Ромуальд Иосифович Клим ; en biélorusse : Рамуальд Язэпавіч Клім, Ramouald Iazepavitch Klim), né le 25 mai 1933, et mort le 28 mai 2011, est un athlète biélorusse, qui concourait pour l'Union soviétique et était l'un des meilleurs lanceurs de marteau dans les années 1960. Lors des compétitions internationales, il remporta deux médailles d'or, deux d'argent et établit un record du monde.

## Carrière
Romuald Klim voulut d'abord devenir officier dans la marine, mais il fut jugé inapte. Il commença alors une formation sportive à l'institut d'État de Biélorussie, où il rencontra l'entraîneur du célèbre lanceur Mikhail Krivonosov. Après s'être essayé au lancer du poids et du disque, il se concentra sur le lancer du marteau. Bien que ses performances lors des entraînements de force ne fussent pas extraordinaires — à l'arraché et l'épaulé-jeté il soulevait respectivement 75 et 130 kg, soit près de 40 kg de moins que ses collègues —, son entraîneur lui répétait toujours que ce n'était pas la force brute mais le rythme qui était décisif pour un lanceur de marteau. Quelques années s'écoulèrent encore avant que Klim maîtrise ce rythme. En 1963, à près de 30 ans, il fut sélectionné dans l'équipe nationale. Dès lors, sa carrière progressa très vite.
Aux Jeux olympiques d'été de 1964, Klim lança à 67,10 m pendant les qualifications et établit un nouveau record olympique. En finale, il l'améliora à 69,74 m, remportant l'or devant son rival hongrois Gyula Zsivótzky. Au cours des années suivantes, Klim et le Hongrois se rencontrèrent neuf fois et Klim fut chaque fois le vainqueur. Aux championnats d'Europe d'athlétisme de 1966 à Budapest, Klim avec un lancer victorieux à 70,02 m avait 1,40 m d'avance sur Zsivótzky. Il se présenta aux Jeux olympiques d'été de 1968 à Mexico avec le statut de favori. Au quatrième essai, Klim atteignit 73,28 m, mais Zsivótzky répondit avec un lancer à 73,36 m. Klim dut se contenter de la médaille d'argent. Cela ne le découragea nullement malgré ses 35 ans. Accentuant son entraînement, il lança dix fois à plus de 71 m en 1969. Le 13 juin 1969 à Budapest, il réussit un exploit en lançant le marteau à 74,52 m. Il devint ainsi le nouveau détenteur du record du monde, mais seulement pour trois mois. Aux championnats d'Europe d'athlétisme de 1969 à Athènes, la série de succès d'Anatoliy Bondarchuk commença. Il lança 16 cm plus loin que Klim, lui prenant le titre et le record du monde. Deux ans plus tard, aux championnats d'Europe d'athlétisme de 1971 à Helsinki, Klim, âgé de 38 ans, lança encore au-delà de 70 m et termina quatrième.

## Palmarès

### Jeux olympiques d'été
- Jeux olympiques d'été de 1964 à Tokyo ( Japon)
  -  Médaille d'or au lancer du marteau
- Jeux olympiques d'été de 1968 à Mexico ( Mexique)
  -  Médaille d'argent au lancer du marteau

### Championnats d'Europe d'athlétisme
- Championnats d'Europe d'athlétisme de 1966 à Budapest ( Hongrie)
  -  Médaille d'or au lancer du marteau
- Championnats d'Europe d'athlétisme de 1969 à Athènes ( Royaume de Grèce)
  -  Médaille d'argent au lancer du marteau
- Championnats d'Europe d'athlétisme de 1971 à Helsinki ( Finlande)
  - 4e au lancer du marteau

### Coupe d'Europe des nations
- Coupe d'Europe des nations de 1965 à Stuttgart ( Allemagne de l'Ouest)
  - 1er au lancer du marteau
- Coupe d'Europe des nations de 1967 à Kiev ( Union soviétique)
  - 1er au lancer du marteau

## Records
- Record du monde du lancer du marteau à 74.52 m le 15 juin 1968 à Budapest (amélioration du record de Gyula Zsivotzky, sera battu par Anatoliy Bondarchuk à Athènes le 20 septembre 1969)